# Dům historie Přešticka
Dům historie Přešticka je městské muzeum v Přešticích v okrese Plzeň-jih. Sídlí v Třebízského ulici, kde byl pro jeho účely v letech 1998–2000 kompletně zrekonstruován dům čp. 24. Architektonickou studii, projektovou dokumentaci a návrh interiéru vypracovala firma AVE architekt v Plzni. Autorem studie muzea je arch. Václav Šmolík. Logo Domu historie Přešticka vytvořil výtvarník Miroslav Hásek z Rožmitálu pod Třemšínem. Muzeum je organizační složkou města Přeštice. Sbírka Domu historie Přešticka je historická a je zapsána v centrální evidenci sbírek Ministerstva kultury ČR.

## Stálé expozice muzea

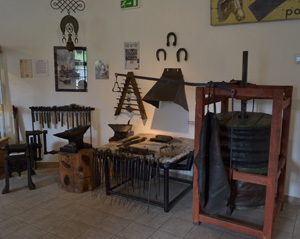
Expozice kovárny

Expozice vypovídají o historii řemesel a obchodu v regionu na konci 19. století a v první polovině 20. století. Jejich základem jsou dary místních obyvatel. Expozici řemesel a živností v prvním patře Domu historie Přešticka tvoří dílničky jednotlivých řemeslníků. Představují kováře, truhláře, koláře, sedláře, ševce, provazníka, kartáčníka, krejčí, hrnčíře, soustružníka dřeva, knihvazače a hodináře. V sále je také expozice řeznického a pekařského krámu z 1. poloviny 20. století, dva věžní hodinové stroje z let 1750 a 1850 a model vodního mlýna z roku 1937.

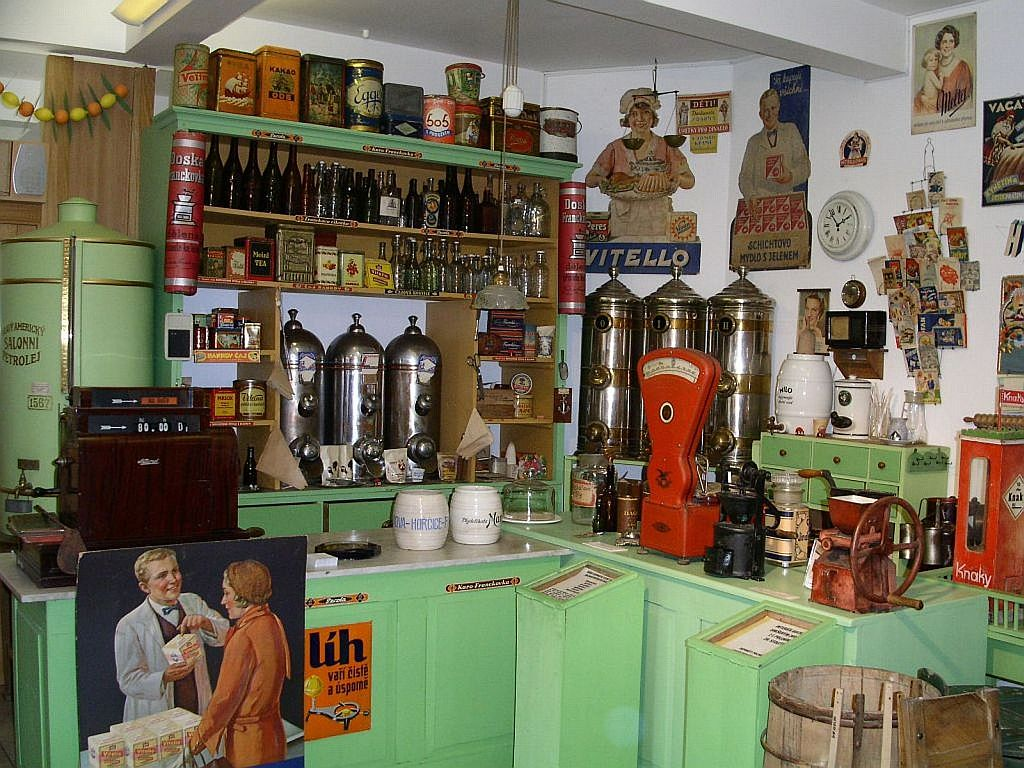
Kupecký krám z 1. pol. 20. stol

Expozice obchodu z Přešticka z první poloviny 20. století se nachází v přízemí Domu historie Přešticka. Vedle původního regálového vybavení ji tvoří desítky dobových reklam a dalších obchodních památek.

## Výstavy v muzeu
Dům historie Přešticka pořádá osm tematických výstav ročně. Ve výstavním sále v přízemí muzea jsou připravovány výstavy o historii regionu, sběratelské a národopisné výstavy. V podkrovním sále se představují svými pracemi profesionální i amatérští výtvarníci.